# Перескачка
Переска́чка — посёлок в муниципальном округе Первоуральск Свердловской области России.

## География
Посёлок Перескачка расположен на левом берегу реки Утки (левого притока реки Чусовой), в 28 километрах (по автодорогам в 38 километрах) к западу от города Первоуральска, у основания восточного склона хребта Киргишанский Увал. В посёлке имеется остановочный пункт Перескачка Свердловской железной дороги.

## История
Название посёлка Перескачка связано с тем, что через эту железнодорожную станцию поезда «перескакивали» с пермского направления на казанское.

## Население
| 2002 | 2010 |
| ---- | ---- |
| 316  | ↘229 |